# Marrit Steenbergen
Marrit Steenbergen, född 11 januari 2000, är en nederländsk simmare.

## Karriär

### 2013–2015
I juli 2013 vid European Youth Summer Olympic Festival i Utrecht tog Steenbergen som 13-åring silver på både 50 och 100 meter frisim. I juni 2015 vid europeiska spelen i Baku tog Steenbergen som 15-åring guld på 100 meter frisim. Hon tog även fem silvermedaljer på 50 meter frisim, 200 meter frisim, 4×100 meter frisim, 4×200 meter frisim samt 4×100 meter medley vid europeiska spelen, där endast juniorsimmare deltog.
I augusti 2015 vid VM i Kazan var Steenbergen en del av Nederländernas kapplag som tog silver på 4×100 meter frisim. Hon erhöll även ett silver efter att ha simmat försöksheatet på 4×100 meter mixad frisim. I december 2015 vid kortbane-EM i Netanya tog Steenbergen sin första medalj i ett internationellt mästerskap på seniornivå. Hon tog brons på 100 meter medley efter att ha slutat bakom ungerska Katinka Hosszú som noterade ett nytt världsrekord samt brittiska Siobhan-Marie O'Connor. Steenbergen erhåll även ett guld på 4×50 meter medley samt ett silver på 4×50 meter frisim efter att ha simmat försöksheaten i båda grenarna.

### 2016
I maj 2016 vid EM i London var Steenbergen en del av Nederländernas kapplag som tog guld på 4×100 meter frisim. Hon erhöll ytterligare ett guld samt ett brons efter att ha simmat försöksheaten på 4×100 meter mixad frisim och 4×200 meter frisim. I augusti 2016 tävlade Steenbergen för Nederländerna vid OS i Rio de Janeiro och deltog i tre grenar. Hon slutade på 34:e plats på 200 meter medley samt var en del av Nederländernas kapplag som slutade på fjärde plats på 4×100 meter frisim samt på 14:e plats på 4×200 meter frisim.

### 2021–2022
I maj 2021 vid EM i Budapest var Steenbergen en del av Nederländernas kapplag tillsammans med Ranomi Kromowidjojo, Kira Toussaint och Femke Heemskerk som tog silver på 4×100 meter frisim. Hon erhöll ytterligare ett silver efter att ha simmat försöksheatet på 4×100 meter mixad frisim. I juli 2021 vid OS i Tokyo var Steenbergen en del av Nederländernas kapplag som simmade den näst snabbaste tiden i försöksheatet på 4×100 meter frisim. Till finalen ersattes hon av Kira Toussaint och då slutade Nederländernas kapplag på fjärde plats. I december 2021 vid kortbane-VM i Abu Dhabi erhöll Steenbergen ett brons efter att ha simmat försöksheatet på 4×50 meter frisim.
I juni 2022 vid VM i Budapest var Steenbergen en del av Nederländernas kapplag tillsammans med Kira Toussaint, Arno Kamminga och Nyls Korstanje som tog brons på 4×100 meter mixad medley. I augusti 2022 vid EM i Rom tog hon totalt sju medaljer. Individuellt tog Steenbergen guld på 100 och 200 meter frisim samt silver på 200 meter medley. Hon var även en del av Nederländernas kapplag som tog guld på 4×200 meter frisim och 4×100 meter mixad medley samt brons på 4×100 meter frisim och 4×100 meter medley.
I december 2022 vid kortbane-VM i Melbourne tog Steenbergen fyra medaljer. Individuellt tog hon guld och noterade ett nytt nederländskt rekord på 100 meter medley samt tog brons på både 100 och 200 meter frisim. Steenbergen var även en del av Nederländernas kapplag som tog brons på 4×50 meter mixad frisim.

### 2023–
I juli 2023 vid VM i Fukuoka tog Steenbergen brons på 100 meter frisim. I februari 2024 vid VM i Doha tog hon guld och noterade ett nytt nederländskt rekord med tiden 52,26 sekunder på 100 meter frisim samt var en del av Nederländernas kapplag som tog guld på 4×100 meter frisim.